# Análisis de viabilidad
El análisis de la viabilidad es el estudio que dispone el éxito o fracaso de un proyecto a partir de una serie de datos base de naturaleza empírica: medio ambiente del proyecto, necesidades de mercado, factibilidad política, aceptación cultural, legislación aplicable, medio físico, flujo de caja de la operación, haciendo un énfasis en viabilidad financiera y de mercado. Es por lo tanto un estudio dirigido a realizar una proyección del éxito o fracaso de un proyecto. que se requiere realizar. 

## Objetivo
Los análisis de la viabilidad se utilizan a nivel de dirección técnica de proyecto para sentar las bases de toma de decisiones ejecutivas en el clima en el cual el proyecto se desarrollará. Los análisis de viabilidad financiera pueden ser de carácter previo, simultáneo o prolongado. Los análisis de carácter previo se limitan al objeto esencia de la toma de decisiones conteniendo un pronóstico de viabilidad. 
No obstante, en la mayoría de los casos el análisis es simultáneo, en él no sólo se realiza un pronóstico, sino que se realiza un seguimiento del desarrollo del proyecto incluyendo la propuesta y ejecución de medidas paliativas y correctoras durante la ejecución del proyecto, esta segunda fase de los análisis de viabilidad corresponde a un nivel que funciona de dirección ejecutiva. Incluso, en determinados casos el análisis financiero alcanza al seguimiento del proyecto finalizado, incluyendo los gastos de conservación, mantenimiento. En cualquier caso, comienza generalmente con un resumen ejecutivo y una descripción de las posibles salidas y alternativas de gestión.

## Metodología
No existe una metodología fija o segura para el análisis de viabilidades de un proyecto. Es posible la utilización de varias herramientas de evaluación como el análisis FODA, PEST, PESTEL, VIAPRO, etc.